# Allschwil
Allschwil (in einheimischer Mundart [ˈalʒ̊ˌʋiːl]) ist eine politische Gemeinde und eine Kleinstadt im Bezirk Arlesheim des Schweizer Kantons Basel-Landschaft. Die Gemeinde grenzt an die Stadt Basel und ist Teil derselben Metropolregion.

## Geographie

Luftbild von Walter Mittelholzer von 1925

Geografisch und kulturhistorisch gehört Allschwil zum Sundgau. Die Gemeinde liegt am südwestlichen Rand der Stadt Basel und ist auf zwei Seiten von Frankreich umgeben. Die Nachbarorte sind neben der Stadt Basel die drei basellandschaftlichen Gemeinden Schönenbuch, Oberwil und Binningen sowie die französischen Gemeinden Neuwiller, Buschwiller, Hégenheim und Saint-Louis.  Allschwil ist die nördlichste Gemeinde des Kantons Basel-Landschaft.
Die Fläche beträgt 8,89 km², davon sind 44 % Siedlungen, 28 % Landwirtschaftszonen und 27 % Wald (Stand: 2014/15).
Durch die Lage im Grünen und die Nähe zur Stadt Basel zählt Allschwil zu den beliebten Wohnorten im stadtnahen Baselbiet. Es liegt am Zusammenfluss zweier Bäche (Lützelbach und Mülibach), die sich beim Dorfplatz zum Dorfbach (Bachgraben) vereinen.

## Wappen
Auf blauem Untergrund der goldene Schlüssel gekreuzt mit dem silbernen Schwert als Symbol der beiden Heiligen Petrus und Paulus, der Patrone der Dorfkirche. Auf amtlichen Schreiben ist das Wappen vorübergehend weitgehend einem umstrittenen Logo gewichen.

## Geschichte
Funde aus der Stein-, Bronze- und Römerzeit zeugen von einer langen Siedlungsgeschichte auf dem Gemeindegebiet. Urkundlich wird die Ortschaft als Almswilre im Jahre 1033 erstmals erwähnt. Der Ortsname ist zusammengesetzt aus einem althochdeutschen Personennamen, möglicherweise Alaman oder Almar/Almer, und dem bei den Franken und Alamannen zur Bezeichnung neuer Hofsiedlungen häufigen Grundwort -wīlāri. Die Einwohner von Allschwil werden scherzhaft Schwellemer genannt.
Allschwil gehörte in fränkischer Zeit zum Herzogtum Elsass und kam als Teil der Herrschaft Birseck 1004 zum Fürstbistum Basel. 1525 schloss die Stadt Basel mit Allschwil vorübergehend einen Schirmvertrag, der bis 1595 die Reformation einführte.  Das Dorf wurde 1634 im Dreissigjährigen Krieg von schwedischen Truppen geplündert und war ab 1792 eine Zeitlang Teil der französischen Departemente Mont-Terrible und Haut-Rhin. Nach der Zerschlagung des Fürstbistums Basel wurde Allschwil 1815 am Wiener Kongress dem Kanton Basel zugeschlagen. Bis zur Kantonstrennung in die Kantone Basel-Stadt und Basel-Landschaft 1832 gehörte Allschwil zum Kanton Basel.

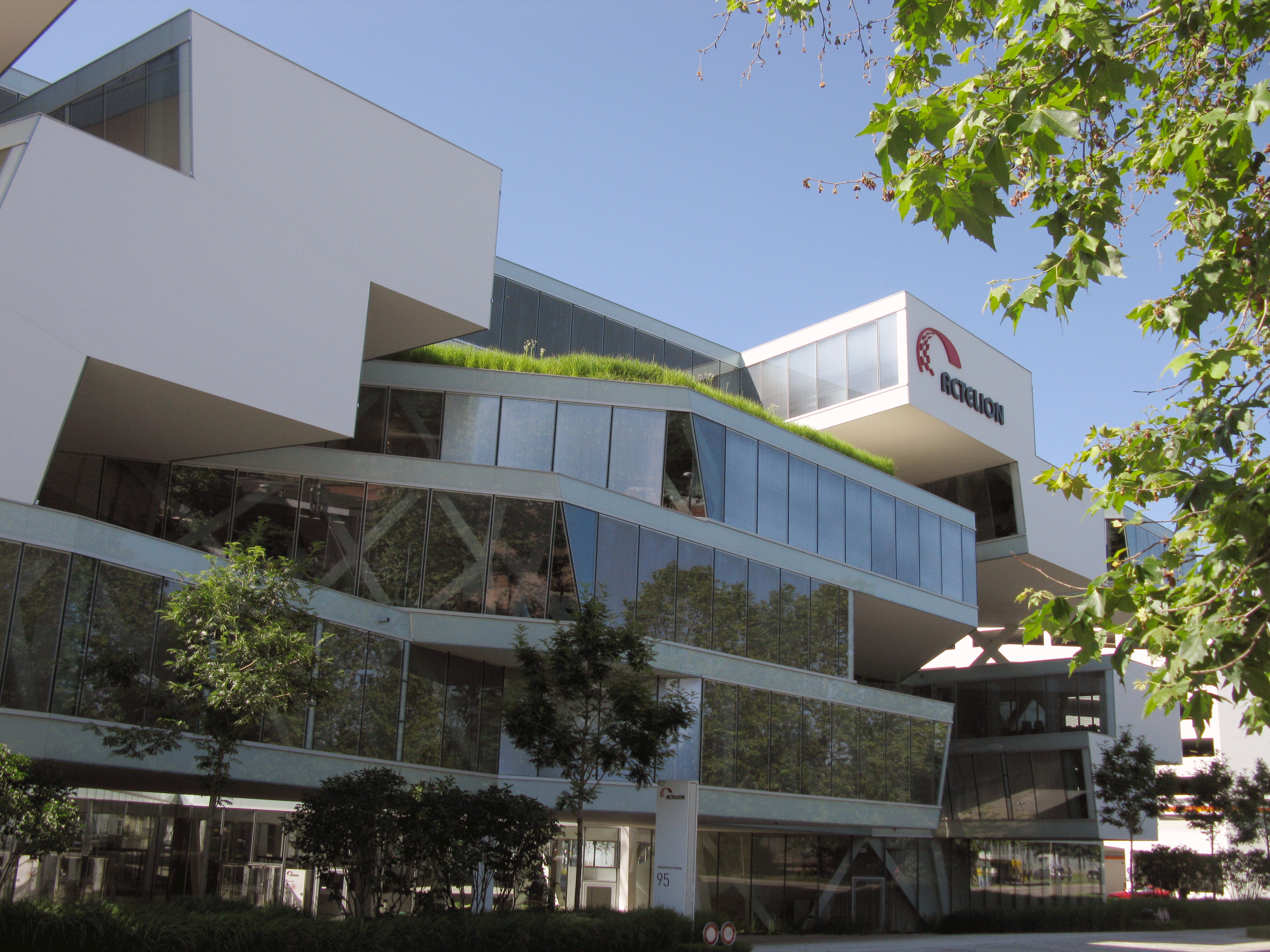
Actelion

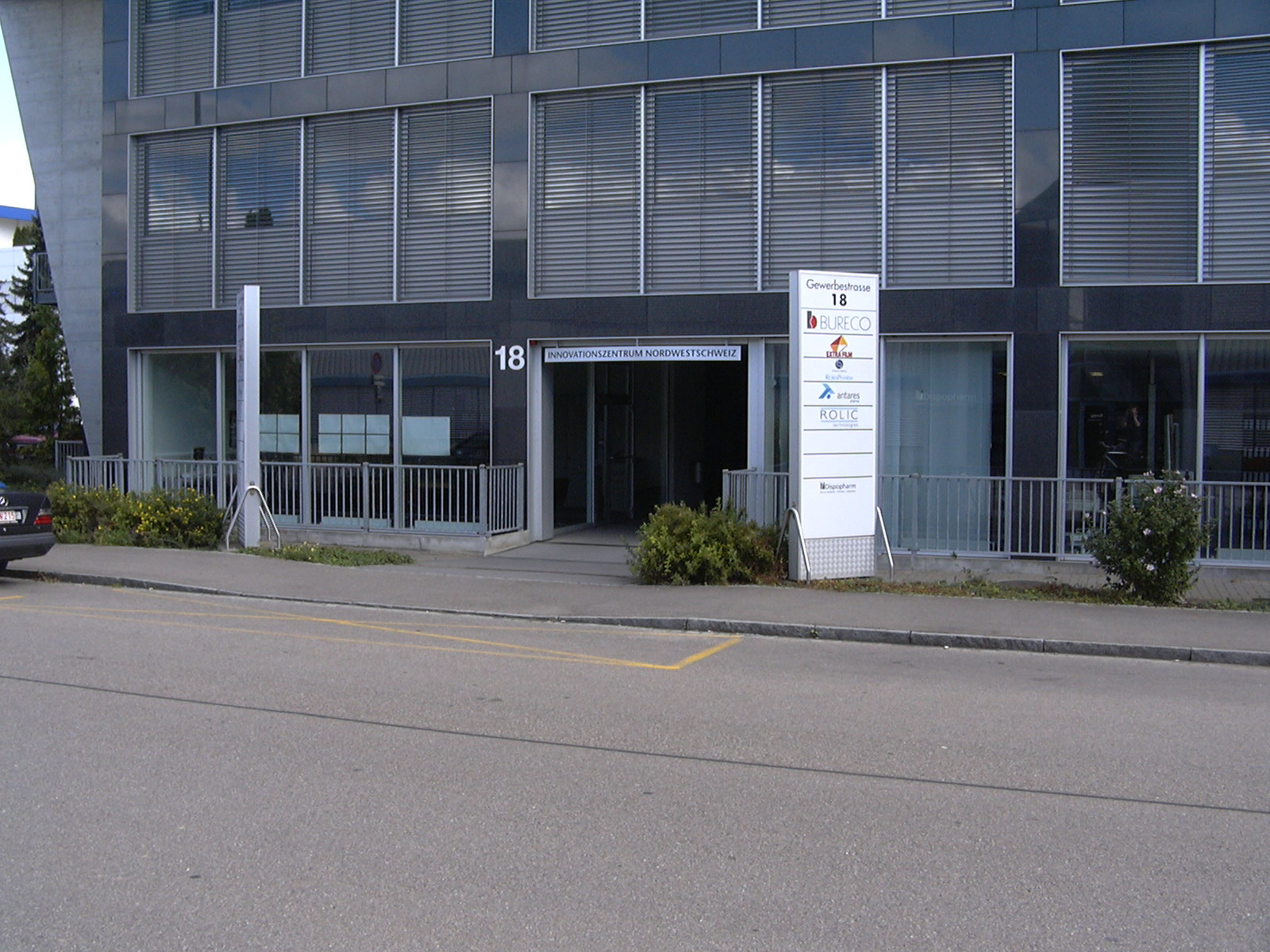
Innovationszentrum Nordwestschweiz

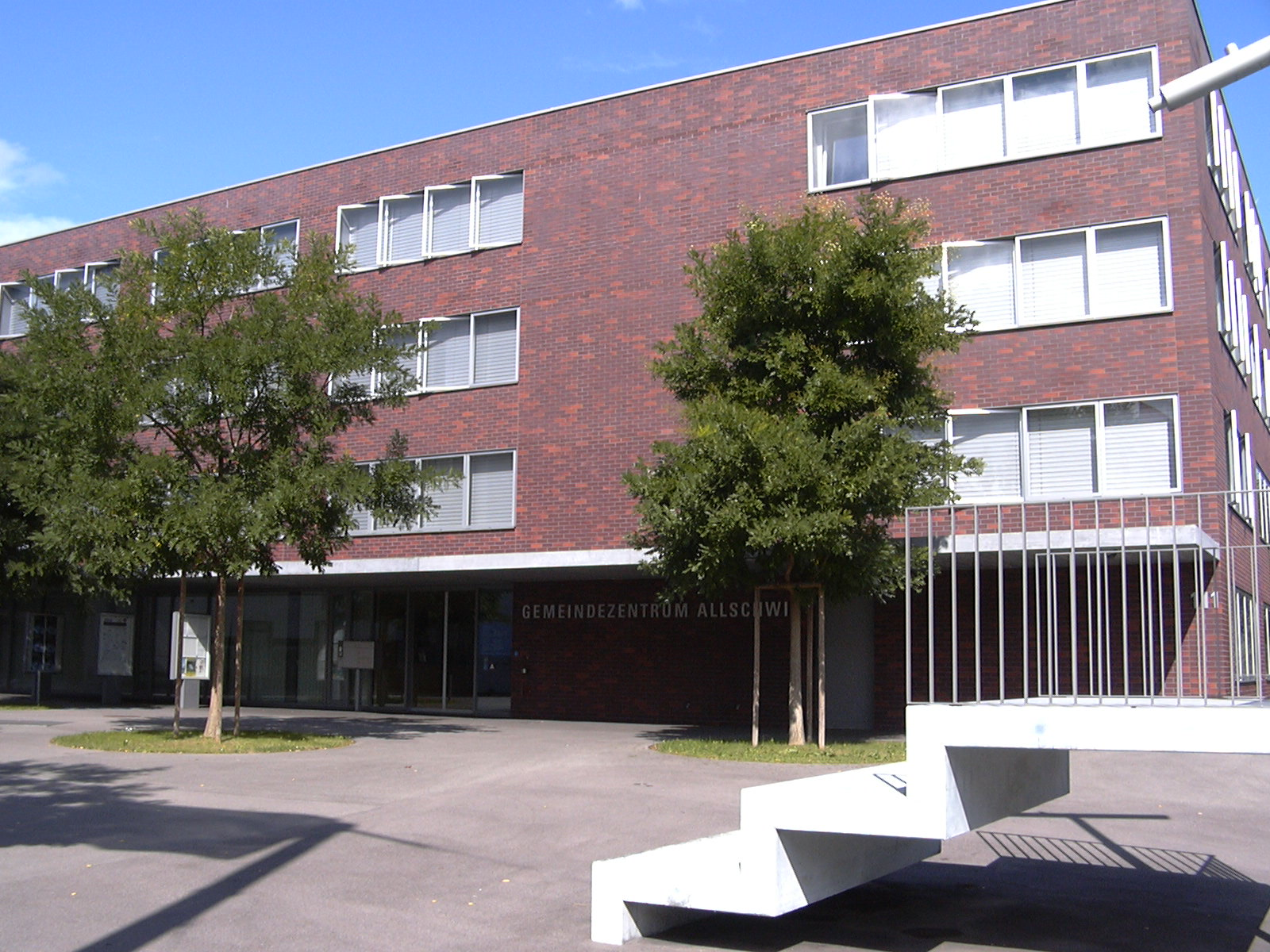
Modernes Gemeindezentrum der Gemeinde Allschwil

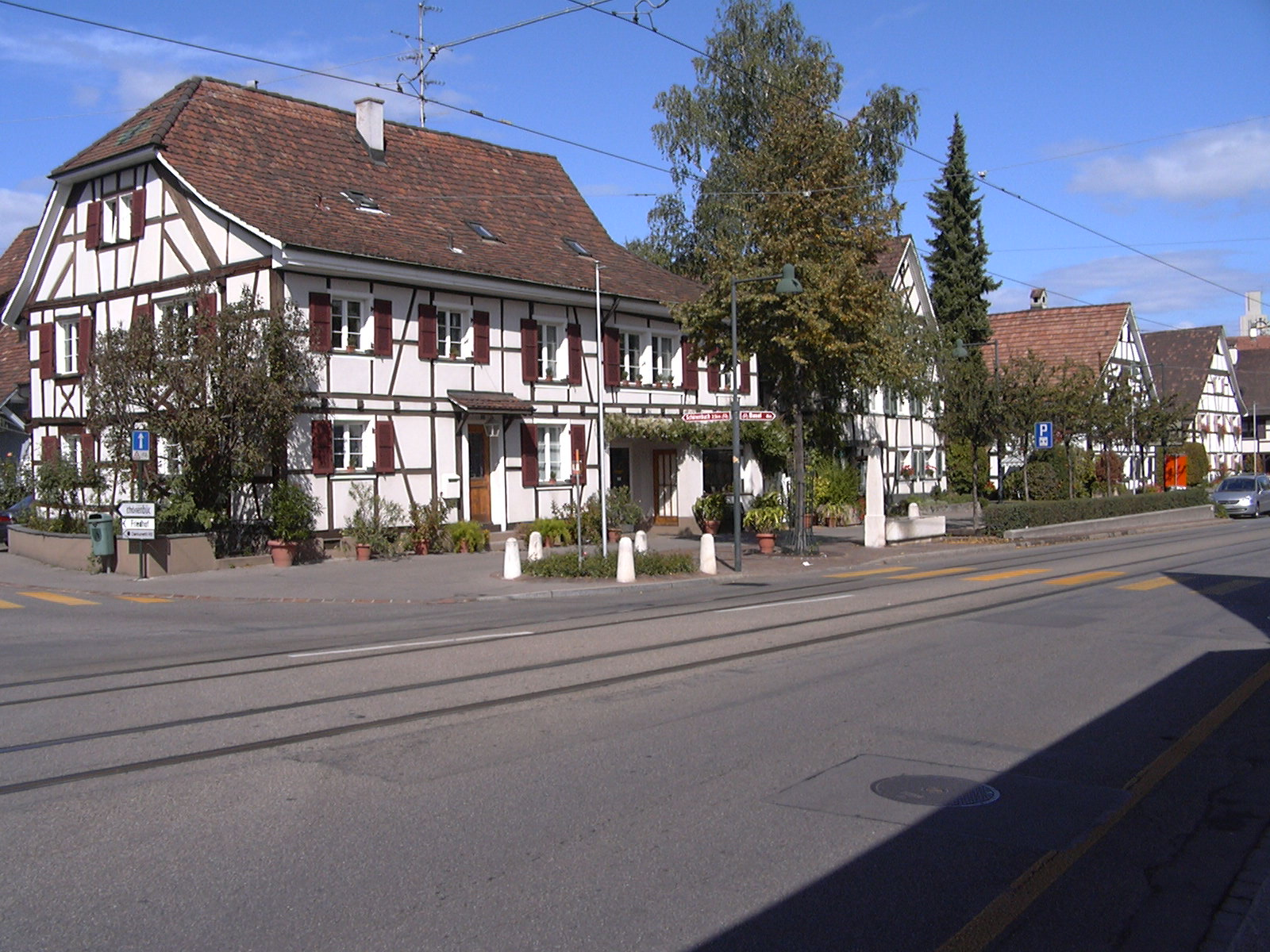
Historischer Dorfkern mit Riegelbauten

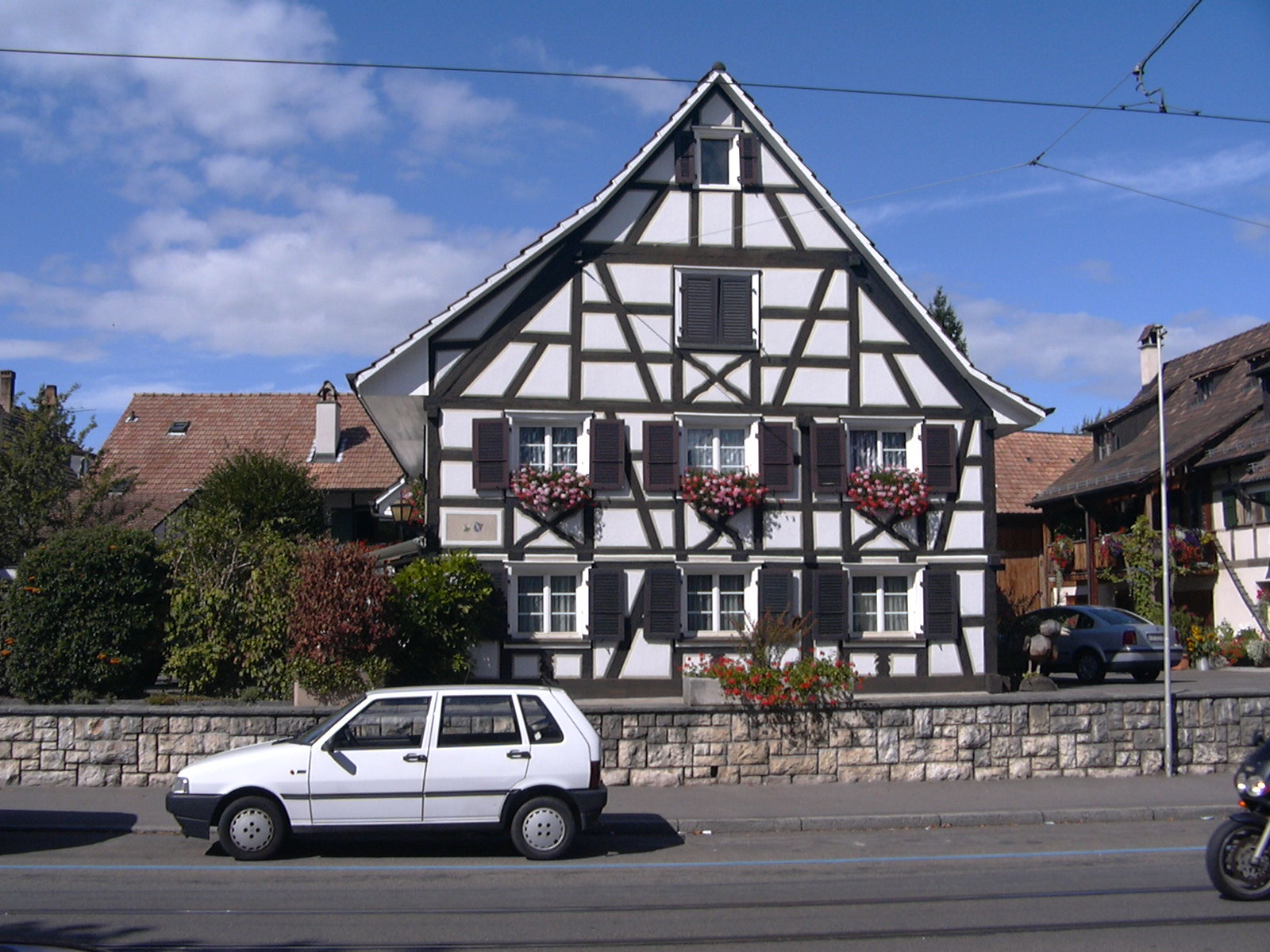
Die Bauten erinnern noch immer an das alte Sundgauerdorf

## Wirtschaft
In Allschwil sind zahlreiche kleinere Unternehmen ansässig, da die Lage der Gemeinde sehr günstig und die steuerliche Belastung relativ tief ist. Allschwil liegt in Grenznähe (Nähe zur EU) und profitiert auch vom Zentrum der Stadt Basel. Darunter befinden sich viele sogenannte «Startup-Unternehmen» in der Chemie-, Pharma- und Biologiebranche. Diese haben sich in Allschwil zum sogenannten Innovationszentrum Nordwestschweiz zusammengeschlossen. Darunter befinden sich Unternehmen wie Actelion, Abbott, Spexis, MDL Information Systems, Idorsia Pharmaceuticals und zahlreiche mehr. Allschwil ist Hauptsitz des grössten Schweizer Solartechnikunternehmens Tritec, das mit Tochterfirmen auch auf dem internationalen Markt auftritt.

## Politik
Die Einwohnergemeinde ist folgendermassen organisiert:
- Exekutive: der Gemeinderat (inkl. Gemeindepräsidium) bestehend aus 7 Mitgliedern
- Legislative: der Einwohnerrat bestehend aus 40 Mitgliedern

Die Exekutive besteht aus den sieben Departementen Zentrale Dienste – Präsidiales (Gemeindepräsidium), Steuern und Finanzen, Soziale Dienste und Gesundheit, Hochbau und Raumplanung, Bildung, Erziehung und Kultur, Tiefbau und Umwelt und Einwohnerdienste und Sicherheit. Die Mitglieder werden alle vier Jahre nach dem Majorzverfahren durch die Einwohner gewählt. Gemeindepräsidentin war von 2013 bis 2024 Nicole Nüssli-Kaiser. Seit 2024 ist Franz Vogt (Mitte) Gemeindepräsident.
Die Legislative wird durch die Einwohner nach dem Proporzverfahren für vier Jahre gewählt. Die Grafik zeigt die Sitzverteilung nach der Wahl vom 3. März 2024.
| Partei                  | 2012 | 2016 | 2020 | 2024 | Aktuelle Sitzverteilung           |
| ----------------------- | ---- | ---- | ---- | ---- | --------------------------------- |
| SP                      | 11   | 12   | 11   | 12   | 4 12 1 3 6 6 1 7 4 12 1 3 6 6 1 7 |
| FDP                     | 6    | 8    | 6    | 6    | 4 12 1 3 6 6 1 7 4 12 1 3 6 6 1 7 |
| Grüne                   | 3    | 2    | 6    | 4    | 4 12 1 3 6 6 1 7 4 12 1 3 6 6 1 7 |
| Mitte (bis 2020: CVP)   | 8    | 6    | 6    | 6    | 4 12 1 3 6 6 1 7 4 12 1 3 6 6 1 7 |
| SVP                     | 6    | 9    | 6    | 7    | 4 12 1 3 6 6 1 7 4 12 1 3 6 6 1 7 |
| glp                     | 2    | 2    | 2    | 3    | 4 12 1 3 6 6 1 7 4 12 1 3 6 6 1 7 |
| Allschwiler Volkspartei | –    | –    | 2    | 1    | 4 12 1 3 6 6 1 7 4 12 1 3 6 6 1 7 |
| EVP                     | 2    | 1    | 1    | 1    | 4 12 1 3 6 6 1 7 4 12 1 3 6 6 1 7 |
| BDP                     | 1    | 0    | –    | –    | 4 12 1 3 6 6 1 7 4 12 1 3 6 6 1 7 |
| SD                      | 1    | –    | –    | –    | 4 12 1 3 6 6 1 7 4 12 1 3 6 6 1 7 |

Neben der Einwohnergemeinde hat Allschwil eine Bürgergemeinde, in der alle Ortsbürger organisiert sind. Ihr steht ein von den Ortsbürgern in Majorzwahl gewählter fünfköpfiger Bürgerrat vor. In der Regel finden zweimal jährlich Bürgergemeindeversammlungen statt, an der auch die Einbürgerungen vorgenommen werden. An der Bürgergemeindeversammlung sind alle stimmberechtigten Ortsbürger antragsberechtigt.
Bei den Schweizer Parlamentswahlen 2023 betrugen die Wähleranteile in Allschwil: SP 29,2 % (2019 25,6 %), SVP 23,8 % (20,0 %), FDP 13,3 % (16,9 %), Mitte 12,5 % (11,1 %), Grüne 9,4 % (17,0 %), glp 7,6 % (6,0 %), EVP 2,8 % (3,3 %), EDU 0,4 % (–).

## Bevölkerung
Einwohnerzahlen: Volkszählungsdaten

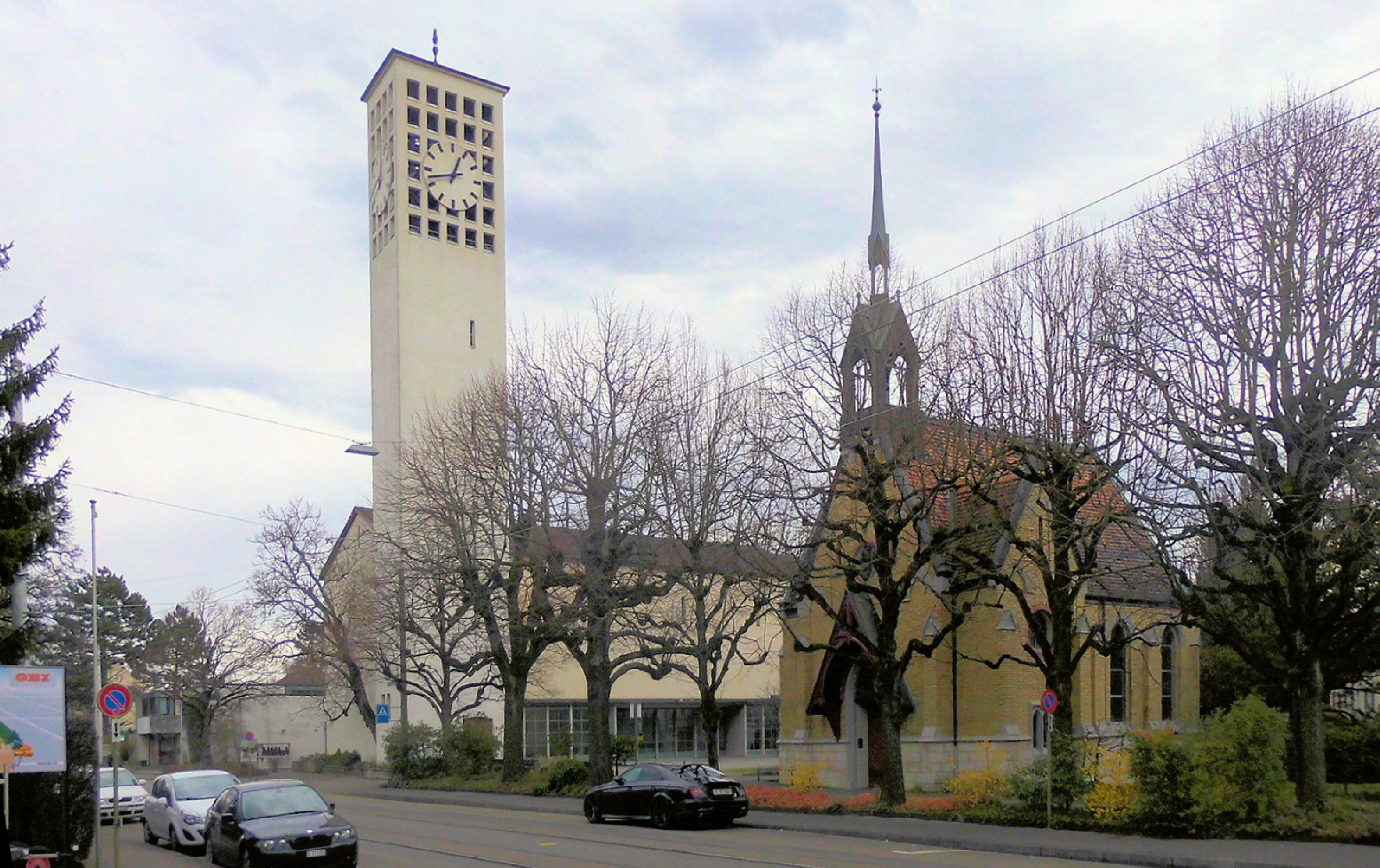
Evangelisch-reformierte Christuskirche

Allschwil ist mit über 22'000 Einwohnern die bevölkerungsreichste Gemeinde im Kanton Basel-Landschaft. Der Ausländeranteil beträgt 31,2 %. 16,1 % der Bevölkerung sind römisch-katholisch und 19,0 % reformiert (alle Angaben Stand 31. Dezember 2024).

## Freizeit und Kultur

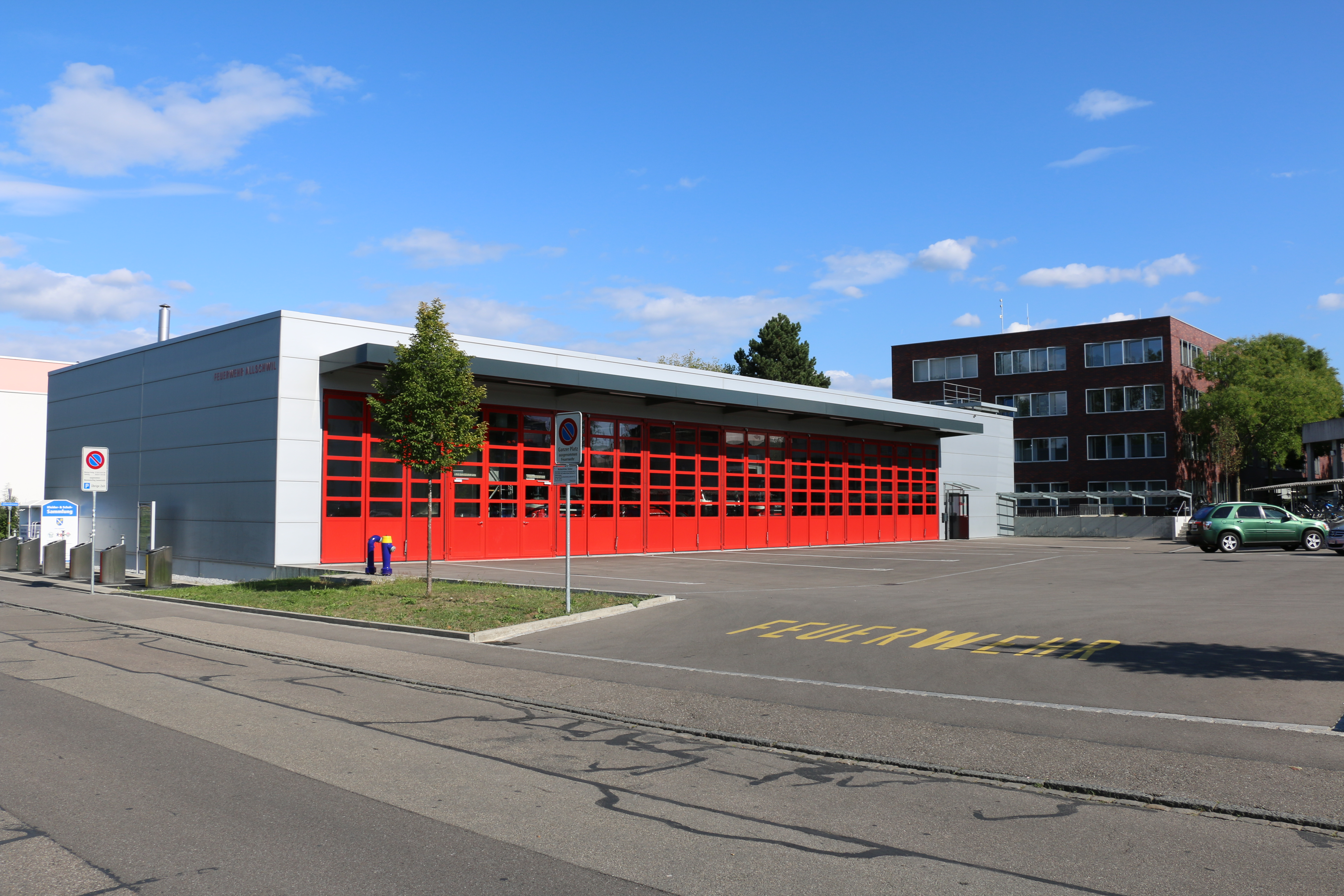
Sicht auf das Feuerwehrmagazin Allschwil, vom Baselmattweg her

Wie in der ganzen Region Basel ist auch in Allschwil die Fasnacht stark in der Bevölkerung verankert. Die Allschwiler Fasnacht zählt neben der Basler Fasnacht zu den grösseren und bekannteren Fasnachtsfeiern in der Region. Eine weitere kulturelle Einrichtung ist das Heimatmuseum Allschwil.

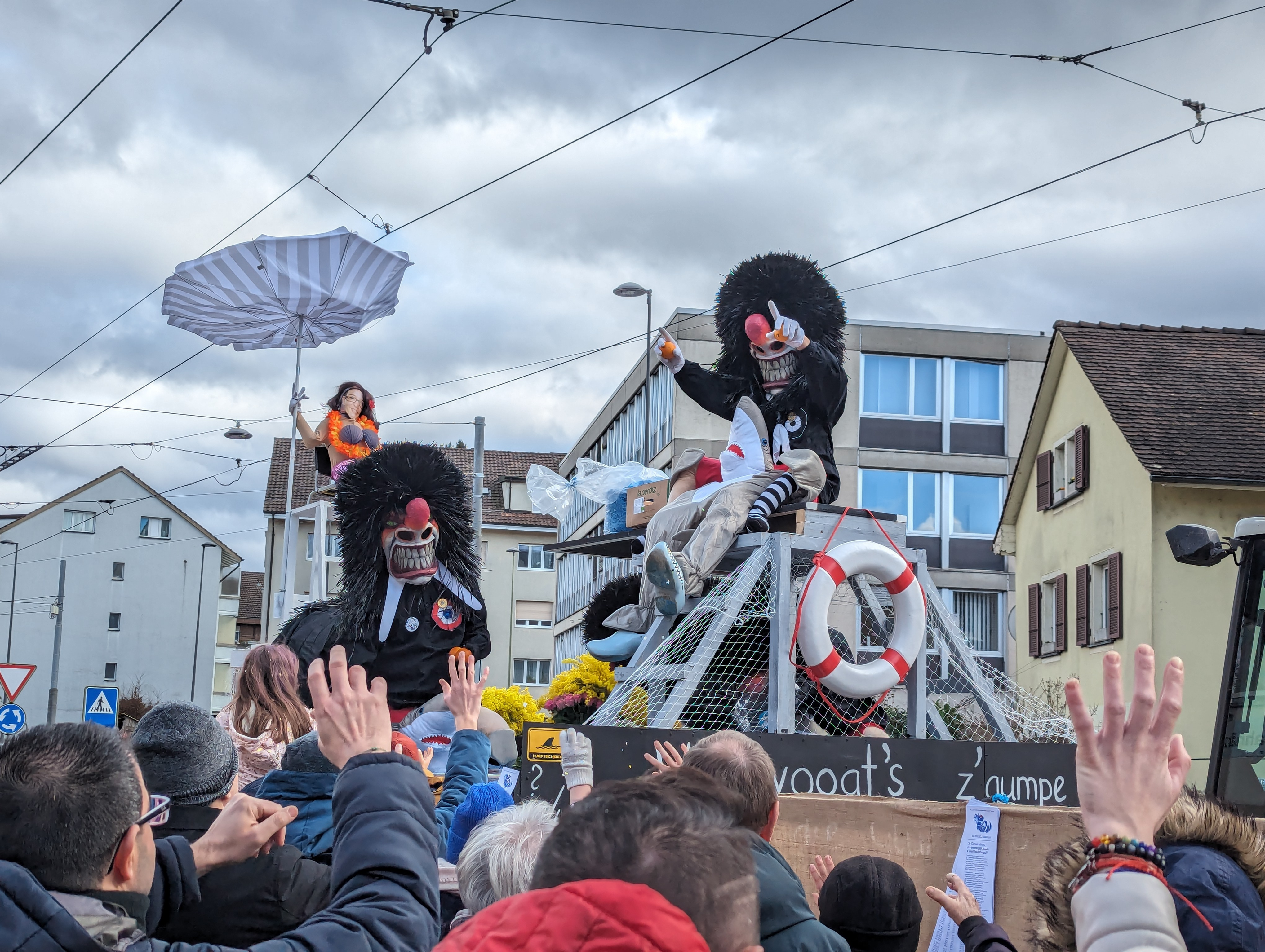
Fasnacht in Allschwil 2024

In Allschwil gibt es zahlreiche Vereine, welche die Freizeit mitgestalten. Neben dem Freibad Bachgraben gibt es auch ein Hallenbad. Durch die Nähe zum angrenzenden Frankreich kann man Ausflüge in das nahe Elsass unternehmen. Die Nachbargemeinde Basel kann man ebenfalls rasch erreichen und dadurch die Angebote der Stadt nutzen.
Für Kinder und Jugendliche gibt es hier nebst dem Jugendfreizeithaus und dem Robi-Spielplatz auch das Jugendland.
Nahe der Kantonsgrenze befindet sich zudem ein Velogarten, wo Kinder das Velofahren bei realistischen Bedingungen wie Ampeln, Fussgängerstreifen, Kreiseln, Vortrittsrecht usw. lernen.

## Verkehr
Allschwil verfügt über eine Tramlinie sowie fünf Buslinien. Mit der Tramlinie 6 nach Riehen der BVB erreicht man innert 15 Minuten die Stadt Basel. Die Tram-Haltestelle «Morgartenring» ist auf dieser Tramlinie die erste Haltestelle im Kanton Basel-Stadt. Daneben existieren folgende Buslinien:
- Linie 33 der BVB von Schönenbuch via Allschwil nach Basel/Schifflände
- Linie 48 der BVB an den Bahnhof Basel SBB fährt tagsüber von Montag bis Samstag
- Linie 38 der BVB/RVL nach Wyhlen Siedlung in Deutschland
- Linie 61 der BLT nach Basel/Neuweilerstrasse-Binningen-Oberwil
- Linie 64 der BLT nach Arlesheim

Mit dem Auto ist Allschwil ebenfalls sehr gut erreichbar. Mit der Eröffnung der Nordtangente Basel 2008 ist Allschwil auch an das Autobahnnetz angeschlossen. Durch den Pendelverkehr in die Stadt Basel, aber auch nach Frankreich, herrscht zu bestimmten Zeiten relativ dichter Verkehr; dazu trägt bei, dass von Frankreich nach Allschwil kaum öffentlicher Verkehr angeboten wird. Die Gemeinde verfügt zudem über eine grosse Anzahl Fahrradstreifen. Allschwil liegt in der Nähe des Flughafens Basel-Mülhausen, den man sehr rasch erreichen kann. Durch den Flughafen leidet die Gemeinde jedoch immer stärker unter Fluglärm.
Allschwil hat seit Dezember 2014 tagsüber von Montag bis Samstag durch die Linie 48 einen direkten Anschluss zum Bahnhof Basel SBB, jedoch führt die Linie nicht zum Dorfkern, sondern ins Industriequartier Bachgraben.
Zudem gibt es Pläne für eine S-Bahn-Station Allschwil/Morgartenring.

## Sehenswürdigkeiten
- Dorfkern mit typischen Sundgauer Fachwerkhäusern.
- Pfarrkirche St. Peter und Paul (christkatholisch) von 1698/99. Biedermeierliche Innenausstattung von 1841[16].
- Mühle (Mühlebachweg 41), heute Restaurant, im Besitz der Gemeinde Allschwil.
- Heimatmuseum (Baslerstrasse 48)[17]
- Wasserturm Allschwil: Lange Ägerten mit einer Aussichtsterrasse.
- Evangelisch-reformierte Christuskirche, erbaut 1931/1932.
- Allschwiler Wald: Beliebtes Naherholungsgebiet, das unter Naturschutz steht.

## Partnerstädte
- Pfullendorf (Deutschland)
- Blaj / Blasendorf in Siebenbürgen (Rumänien)

## Persönlichkeiten
- Jakob Adam (1797–1865), Politiker und Jurist
- Jakob Joseph Adam (1828–1888), Politiker
- Francis Béboux (1915–2015), Konstrukteur, Maler und Metallplastiker, lebte in Allschwil
- Erich Hans Wassmer, Künstlername Ricco (1915–1972), Maler
- George Gruntz (1932–2013), Jazz-Pianist, Komponist, Arrangeur und Bandleader, lebte in Allschwil
- Julia Kirchmayr-Gosteli (* 1967), Einwohnerrätin, Landrätin (Grüne)
- Helmuth Mahrer (1934–1995), Künstler
- Peter Moillet (1921–2016), Bildhauer
- Roger Quinche (1922–1982), Fussballspieler
- Leo Remond (1926–2019), bildender Künstler und Kunstpädagoge, lebte in Allschwil
- Joey Schmidt-Muller (* 1950), schweizerisch-australischer Künstler
- Christian Simon (* 1951), Historiker
- Katharina Simon-Muscheid (1953–2012), Historikerin